# حصار دینگو
حصار دینگو یا حصار سگ، یک حصار دفع آفت در استرالیا است که دینگوها را از بخش نسبتاً حاصلخیز جنوب شرقی قاره (جایی که تا حد زیادی نابود شده‌اند) دور نگه می‌دارد و از گله‌های گوسفند جنوب کوئینزلند محافظت می‌کند.
یکی از طولانی‌ترین سازه‌های جهان، با طول ۵٬۶۱۴ کیلومتر (۳٬۴۸۸ مایل) از جیمبور در دارلینگ داونز نزدیک دالبی، از طریق هزاران کیلومتر زمین خشک که در غرب شبه جزیره ایر بر روی صخره‌های دشت نولاربور بالای خلیج بزرگ استرالیا نزدیک نوندرو به پایان می‌رسد.
این طرح تا حدودی موفق بوده است، اگرچه هنوز هم می‌توان دینگوها را در بخش‌هایی از ایالت‌های جنوبی یافت. اگرچه حصار به کاهش تلفات گوسفندان توسط شکارچیان کمک کرده است، اما این امر با سوراخ‌هایی در حصارها که در دهه ۱۹۹۰ پیدا شدند و از طریق آنها فرزندان دینگو عبور کرده‌اند و افزایش رقابت در مراتع از سوی خرگوش‌ها و کانگوروها، خنثی شده است.

## تاریخچه

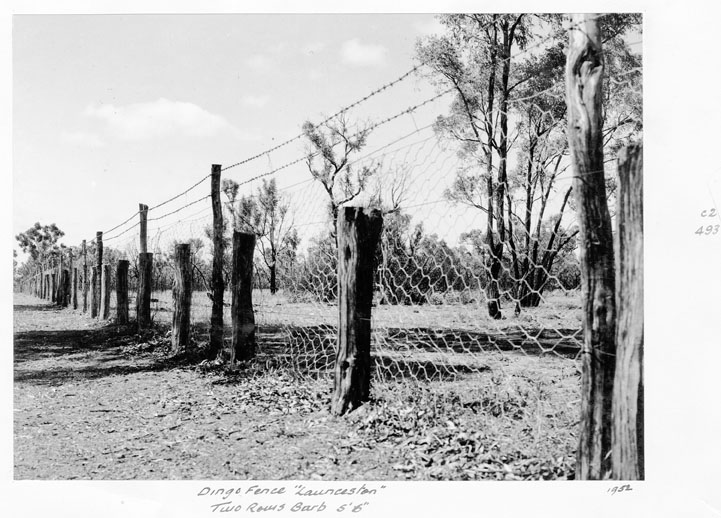
بخشی از حصار دینگو در سال ۱۹۵۲ در کوئینزلند

اولین حصارهای دفع آفات در استرالیا برای محافظت از قطعات کوچک زمین‌های کشاورزی در برابر شکار توسط کیسه‌داران ایجاد شدند. در دهه‌های ۱۸۶۰ و ۱۸۷۰، جمعیت خرگوش‌های معرفی‌شده به سرعت در سراسر جنوب استرالیا گسترش یافت.
تا سال ۱۸۸۴، یک حصار ضد خرگوش ساخته شد. با توجه به اینکه در دور نگه داشتن خرگوش‌ها ناموفق و در دور نگه داشتن خوک‌ها، کانگوروها، شترمرغ‌های استرالیایی و برومبی‌ها موفق‌تر بودند، و با ایجاد مزارع گوسفند بیشتر، علاقه به یک مانع ضد دینگو به اندازه‌ای افزایش یافت که از بودجه دولت برای افزایش ارتفاع و گسترش حصار استفاده شد. در سال ۱۹۳۰، حدود ۳۲۰۰۰ نفر تخمین زده شد کیلومترها تور سگ فقط در کوئینزلند روی حصارهای خرگوش استفاده می‌شد.

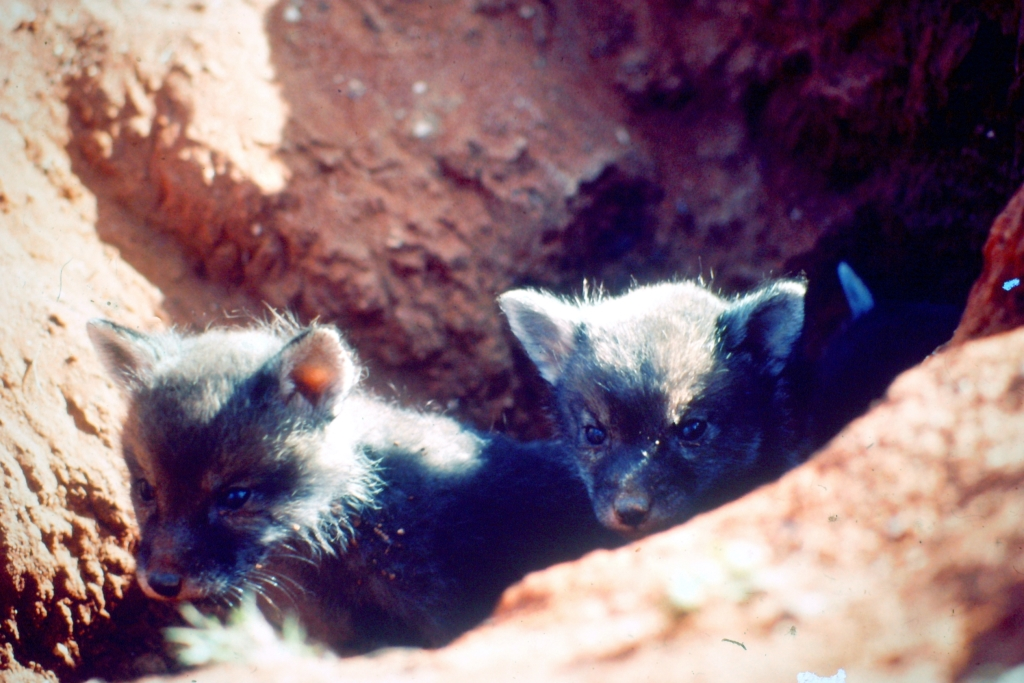
توله‌های دینگو در سال ۱۹۷۶، تنها چند متر در شرق حصار دینگو پیدا شدند.

پیش از سال ۱۹۴۸، ایده طرح حصار دینگو به عنوان یک پروژه سراسری ایالتی که نگهداری و تعمیر سالانه برای آن در نظر گرفته شده بود، به ثمر نرسیده بود. از این زمان، تلاش‌هایی برای کنار گذاشتن روش جداسازی با مانع برای انقراض کامل نژادهای آمیخته دینگو و سگ‌های وحشی صورت گرفته است. مسموم کردن این گونه با طعمه‌های حاوی ترکیب ۱۰۸۰ (سدیم مونوفلوئورواستات) به عنوان جایگزینی بسیار ارزان‌تر از نگهداری حصار در نظر گرفته شده است. مصالحه‌ای به شکل استفاده مداوم از سم و کوتاه کردن طول حصار از طول قبلی آن که بیش از ۸۰۰۰ فوت مربع بود. کیلومتر ساخته شده است.
قوانینی برای محافظت از حصار وضع شد؛ سه ماه زندان برای باز گذاشتن دروازه عبور و شش ماه زندان برای آسیب رساندن یا برداشتن بخشی از حصار - این مجازات‌ها که در سال ۱۹۴۶ وضع شدند، هنوز هم در حال اجرا هستند. در سال ۲۰۰۹ به عنوان بخشی از جشن‌های کیو ۱۵۰، حصار دینگو به دلیل نقشش به عنوان یک «نوآوری و اختراع» نمادین، به عنوان یکی از نمادهای کیو ۱۵۰ کوئینزلند اعلام شد.
در دسامبر ۲۰۲۳، ساخت و ساز ۳۲ کیلومتر امتداد حصار آغاز شد که شکاف بین حصارهای مرزی نیو ساوت ولز و استرالیای جنوبی را پر می‌کند. انتظار می‌رود این پروژه در اواخر سال ۲۰۲۴ تکمیل شود. اگرچه محققان ادعا می‌کنند که گسترش حصار یک «گام به عقب» خواهد بود، زیرا این حصار در ابتدا به این منظور ایجاد شده بود که مالکان زمین «بتوانند به‌طور قانونی مردم بومی را از زمین دور نگه دارند. این حصار تاریخچه خشونت‌آمیزی دارد و واقعاً به این شکل مورد توجه قرار نگرفته است»، به گفته دکتر جاستین فیلیپ، که دکترای خود را در مورد دینگوها در دانشگاه نیوانگلند دارد. سخنگوی صنایع و مناطق اولیه استرالیای جنوبی اظهار داشت که تقریباً ۲۰٬۰۰۰ گوسفند هر ساله قبل از اینکه شکاف‌های حصار پر شوند، تلف می‌شدند و گسترش حصار ضروری است.

## جغرافیا

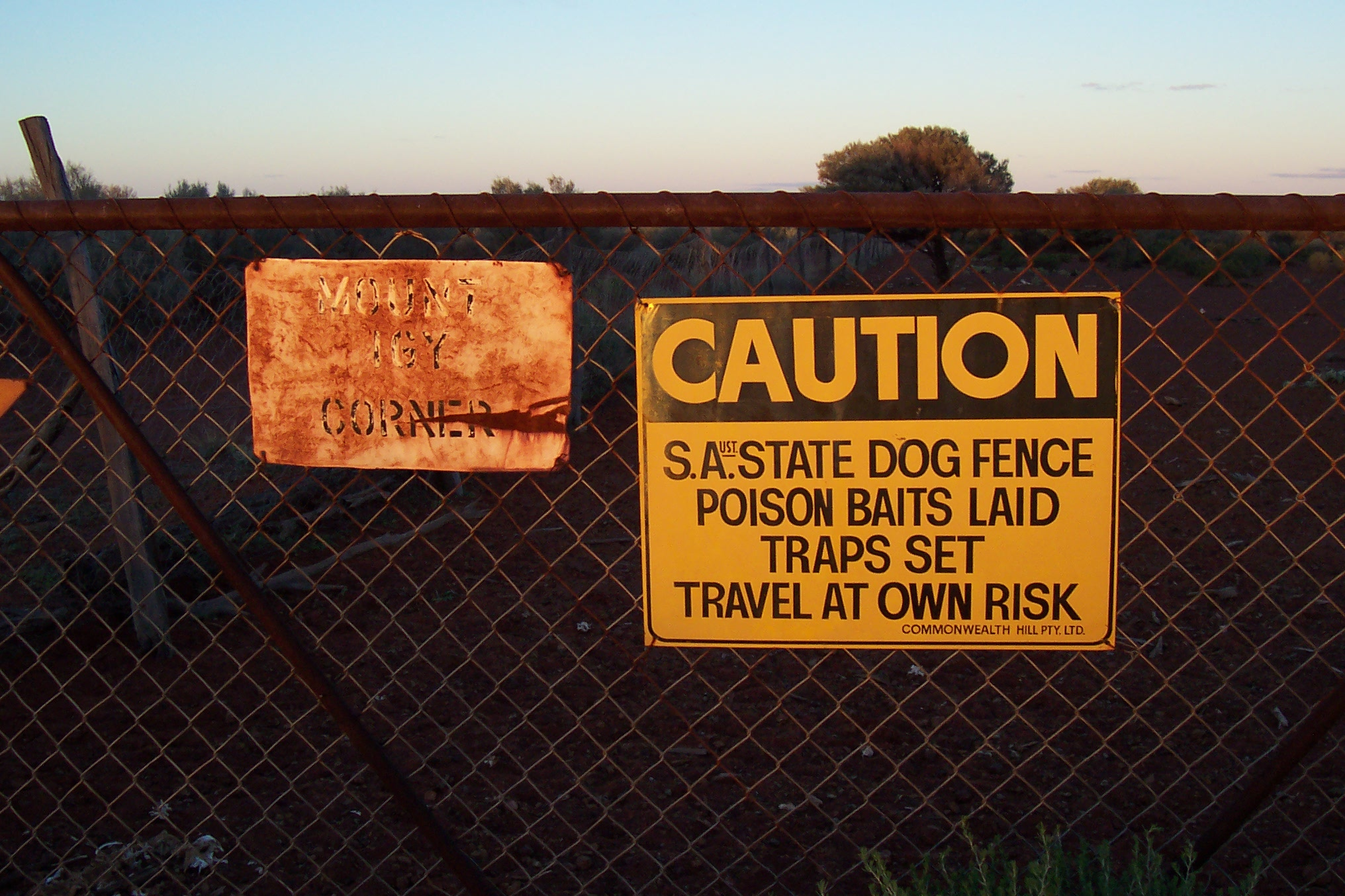
حصار دینگو در ایگی کرنر، جنوب غربی کوبر پدی

این حصار ۵۶۱۴ کیلومتری از استرالیای جنوبی آغاز می‌شود، جایی که حصار سگ‌ها نامیده می‌شود، و در نزدیکی بروکن هیل وارد مرز نیو ساوت ولز می‌شود، جایی که مسئولیت آن به عهده ایالت گذاشته می‌شود و حصار سگ‌های وحشی نامیده می‌شود. در کامرون کرنر، این جاده به سمت شمال و به سمت کوئینزلند منحرف می‌شود و به حصار محافظ سگ‌های وحشی تبدیل می‌شود. این مسیر در دهه ۱۹۴۰ توسط حصار قدیمی دینگو آغاز شد، که برای بیرون راندن دینگوها از چراگاه‌ها به سمت غرب و مناطق کشاورزی در دارلینگ داونز کوئینزلند استفاده می‌شد.
۲٬۵۰۰ کیلومتر (۱٬۵۵۳ مایل)بخش از حصار در کوئینزلند به عنوان حصار بزرگ مانع یا حصار مانع سگ وحشی ۱۱ نیز شناخته می‌شود. توسط وزارت کشاورزی و شیلات اداره می‌شود. کارکنان حصار محافظ سگ‌های وحشی متشکل از ۲۳ کارمند هستند، از جمله تیم‌های دو نفره که در منطقه‌ای به ۳۰۰ کیلومتر (۱۸۶ مایل) گشت‌زنی می‌کنند. بخش حصار دو بار در هفته. انبارهایی در کوئیلپی و روما وجود دارد.
حصار مرزی کوئینزلند ۳۹۴ کیلومتر (۲۴۵ مایل) در بر می‌گیرد به سمت غرب در امتداد مرز با نیو ساوت ولز، به داخل صحرای استرزلکی. این حصار از نقطه‌ای که سه ایالت کوئینزلند، نیو ساوت ولز و استرالیای جنوبی به هم می‌رسند (گوشه کامرون) عبور می‌کند. در این نقطه، به حصار مرزی استرالیای جنوبی متصل می‌شود که ۲۵۷ کیلومتر (۱۶۰ مایل) امتداد دارد. به سمت جنوب در امتداد مرز با نیو ساوت ولز، این دو بخش توسط هیئت نابودی سگ‌های وحشی نیو ساوت ولز اداره می‌شوند. سپس به بخشی معروف به حصار سگ‌ها در استرالیای جنوبی می‌پیوندد که ۲٬۲۲۵ کیلومتر (۱٬۳۸۳ مایل) است. بلند.

## طراحی فیزیکی

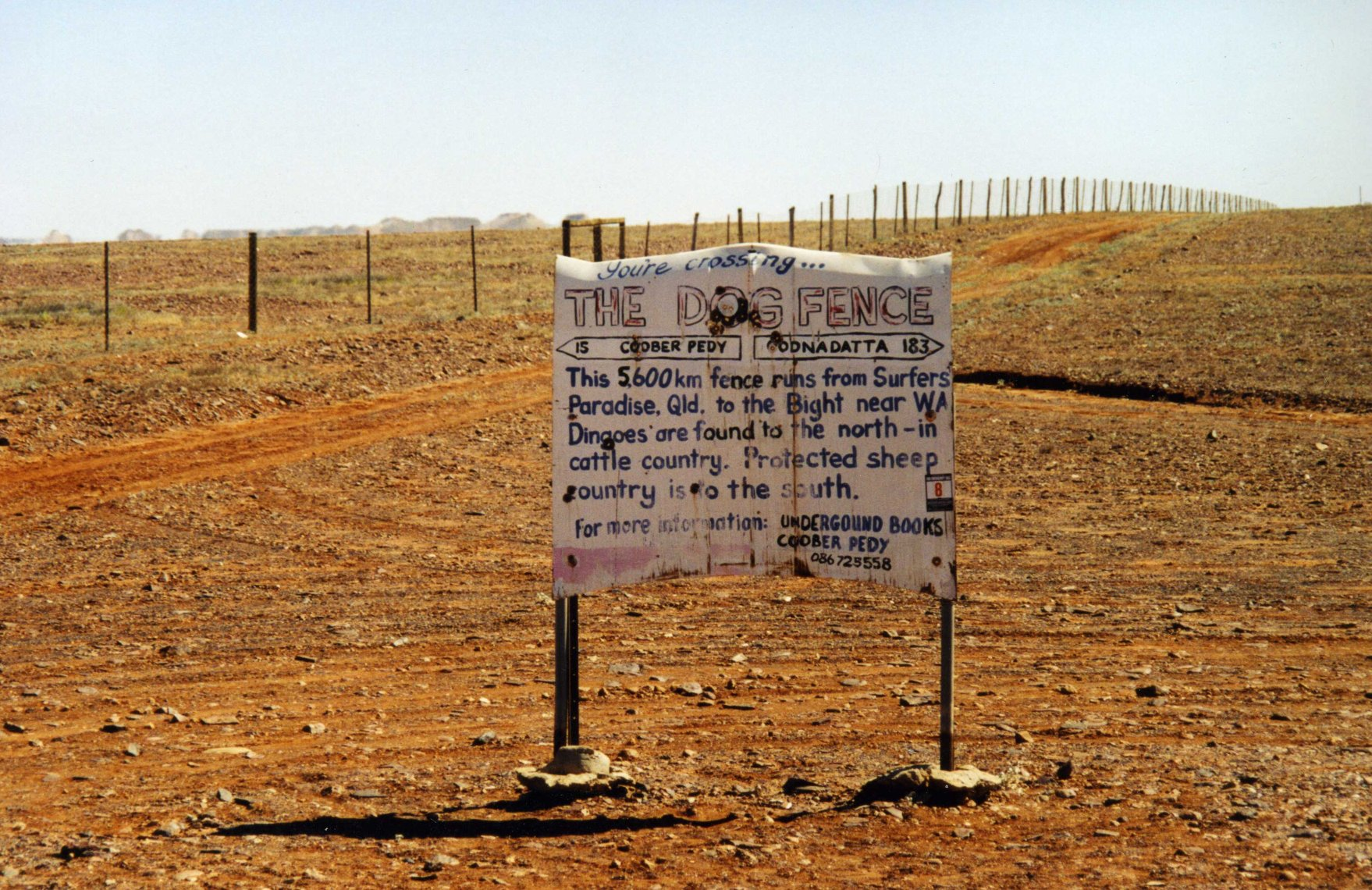
بخشی از حصار دینگو در نزدیکی کوبر پدی، استرالیای جنوبی

حصار از نظر ساخت متفاوت است. بیشتر از ۱۸۰-سانتیمتر (۶-فوت) ساخته شده استمش سیمی بلند، اما برخی از بخش‌ها در استرالیای جنوبی شامل حصار الکتریکی چند رشته‌ای هستند. خط حصار در هر دو طرف تا نقطه ۵ متر (۵٫۵ یارد؛ ۱۶ فوت) پاکسازی شده است. عرض.
بخش‌هایی از حصار دینگو شب‌ها توسط ۸۶ میلیمتر (۳٫۴ اینچ) روشن می‌شوند لامپ‌های فلورسنت کاتد سرد که به‌طور متناوب قرمز و سفید هستند. آنها توسط باتری‌های با عمر طولانی که در طول روز توسط سلول‌های فتوولتائیک شارژ می‌شوند، تغذیه می‌شوند. در گذرگاه‌های فرعی و مزارع، مجموعه‌ای از دروازه‌ها به وسایل نقلیه اجازه می‌دهند تا از حصار عبور کنند. در جایی که حصار، جاده‌های اصلی و بزرگراه‌ها را قطع می‌کند، از شبکه‌های توری مخصوص عبور دام برای عبور وسایل نقلیه پرسرعت استفاده می‌شود.
نگهداری از حصار در سمت نیو ساوت ولز توسط تیمی متشکل از ۱۳ کارمند مدیریت می‌شود که بخش‌هایی از حصار بین ۶۰ تا ۱۰۰ کیلومتر را مدیریت می‌کنند و هر دوشنبه و جمعه بازرسی‌هایی را انجام می‌دهند. آنها ساعتی بین ۲۶ تا ۳۱ دلار به همراه محل اقامت دستمزد می‌گیرند.

## تأثیر محیطی

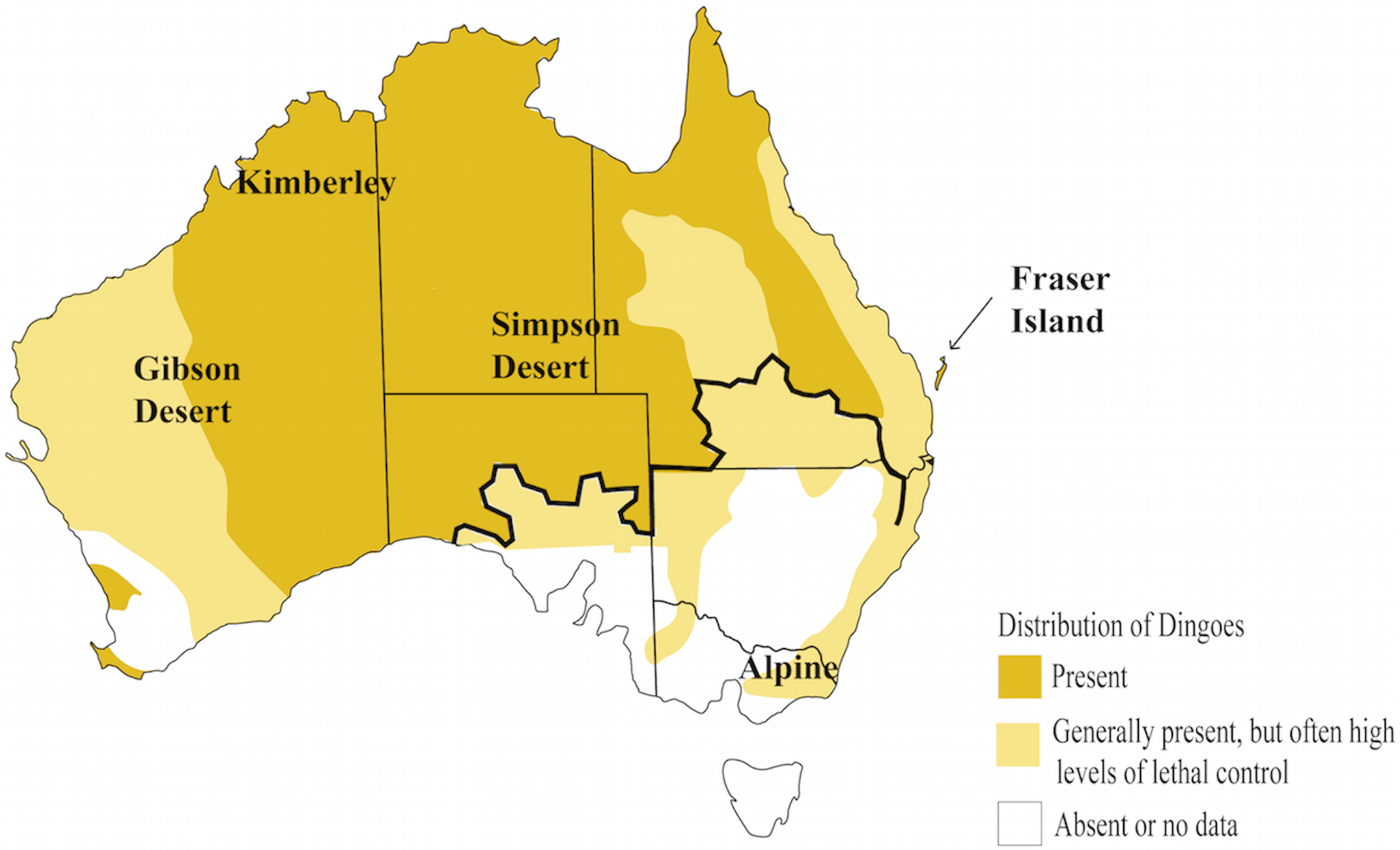
نقشه پراکندگی دینگوهای استرالیایی. خط سیاه نشان دهنده حصار دینگو است (برگرفته از فلمینگ و همکاران، ۲۰۰۱).

به نظر می‌رسد که در ضلع شمال غربی حصار، جایی که دینگوها هستند، کانگوروها و شترمرغ‌های استرالیایی کمتری وجود دارد، که نشان می‌دهد حضور دینگوها جمعیت این حیوانات را کاهش می‌دهد. اگرچه این حصار برای محافظت از دام‌ها در برابر دینگوها مفید بوده است، اما بوم‌شناسان معتقدند که این حصار میراث استعماری است که بیشتر مضر است تا مفید.
اعتقاد بر این است که دینگو بین ۴۶۰۰ تا ۱۸۳۰۰ سال پیش توسط مردمان بومی به استرالیا معرفی شده است، وضعیت دینگو به عنوان یک گونه بومی یا معرفی شده در استرالیا بحث‌برانگیز بوده است. به گفته مایک لتنیک از دانشگاه نیو ساوت ولز، دینگو، به عنوان بزرگ‌ترین شکارچی استرالیا، نقش مهمی در حفظ تعادل طبیعت دارد. لتنیک متوجه شد که در جایی که دینگوها توسط حصار از منطقه دور نگه داشته شده بودند، تنوع زیستی کاهش یافته و تعداد پستانداران بومی کمتر شده است.
اگرچه این حصار به کاهش تلفات گوسفندان توسط شکارچیان کمک کرده است، اما حذف دینگوها باعث افزایش رقابت در مراتع از سوی خرگوش‌ها، کانگوروها و شترمرغ‌های استرالیایی شده است. در گزارشی مربوط به سال ۲۰۲۴ که به وزیر اراضی، استیو کمپر، ارائه شد، اندرو بل، رئیس هیئت مدیره، اظهار داشت که کمتر از ۱۰ سگ وحشی در خارج از حصار گزارش شده است، و بررسی کامل سمت حصار در ایالت نیو ساوت ولز انجام شده و نشان داده شده است که وضعیت «بسیار خوب» است. علاوه بر این، سخنگوی وزارت منطقه‌ای نیو ساوت ولز اظهار داشت که این حصار «یکی از ابزارهایی است که در مبارزه با سگ‌های وحشی و سایر تهدیدات امنیت زیستی مورد استفاده قرار می‌گیرد»، زیرا از ورود حیوانات مختلف، نه فقط دینگوها، جلوگیری می‌کند.
دکتر تام نیوسام، محقق آزمایشگاه بوم‌شناسی جهانی دانشگاه سیدنی، اظهار داشت که با قفل کردن دینگوها، حصار می‌تواند درک منحصر به فردی از نحوه تعامل آنها با زمین ارائه دهد. او می‌گوید: «وقتی به اتفاقی که با حذف یک شکارچی رأس هرم رخ می‌دهد نگاه می‌کنید، متوجه می‌شوید که اثرات منفی بر اکوسیستم وجود دارد… ما گیاهخواران بیشتری داریم، شکارچیان تهاجمی بیشتری داریم، انقراض‌های محلی رخ می‌دهد، و داستان‌های منفی زیادی در این مورد وجود دارد.»
فناوری پهپاد و ماهواره نشان داده است که چگونه حذف دینگوها رشد پوشش گیاهی را تغییر می‌دهد.

## نگارخانه

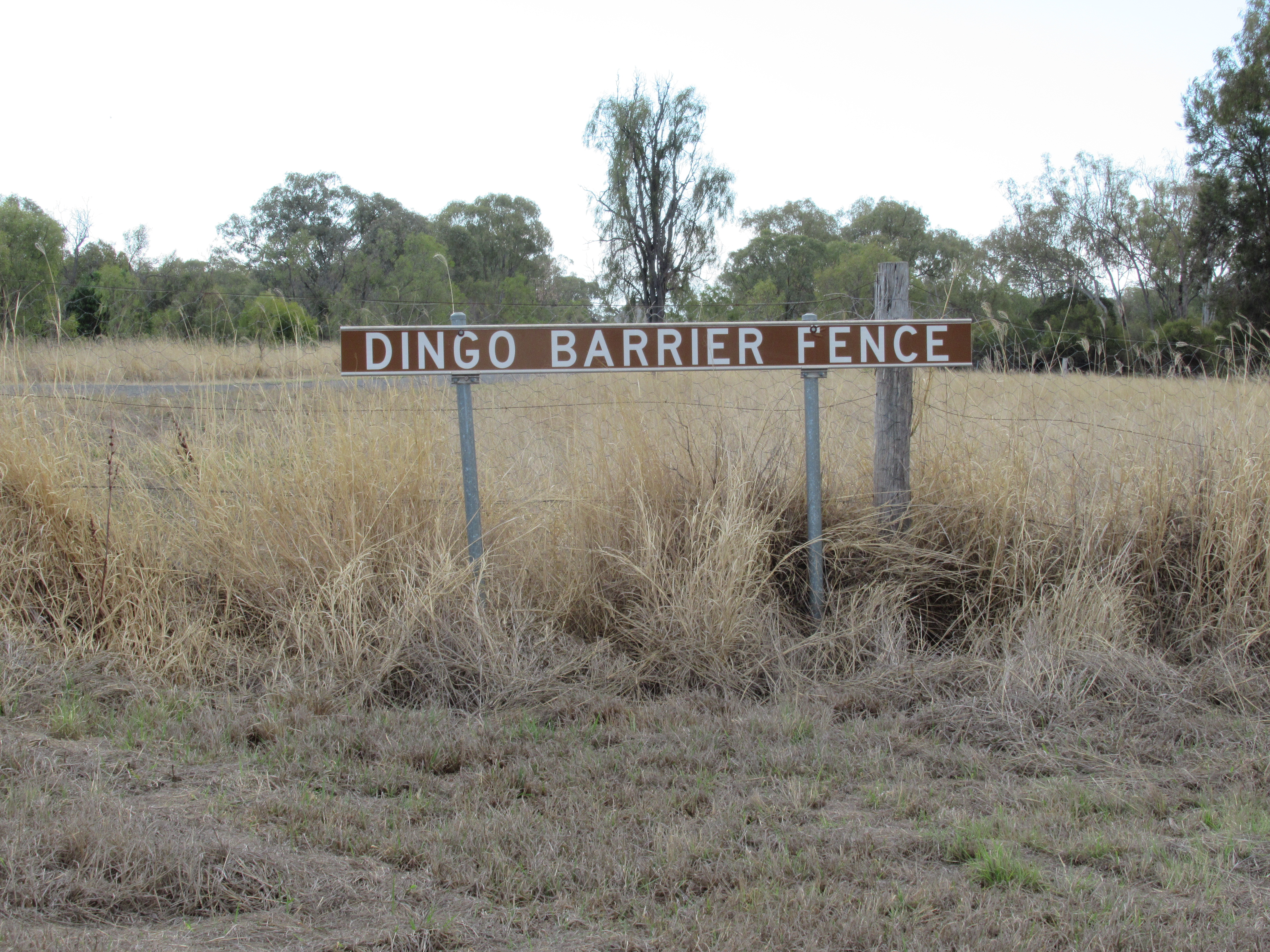
حصار دینگو، نزدیک بل، کوئینزلند. ۲۰۱۸
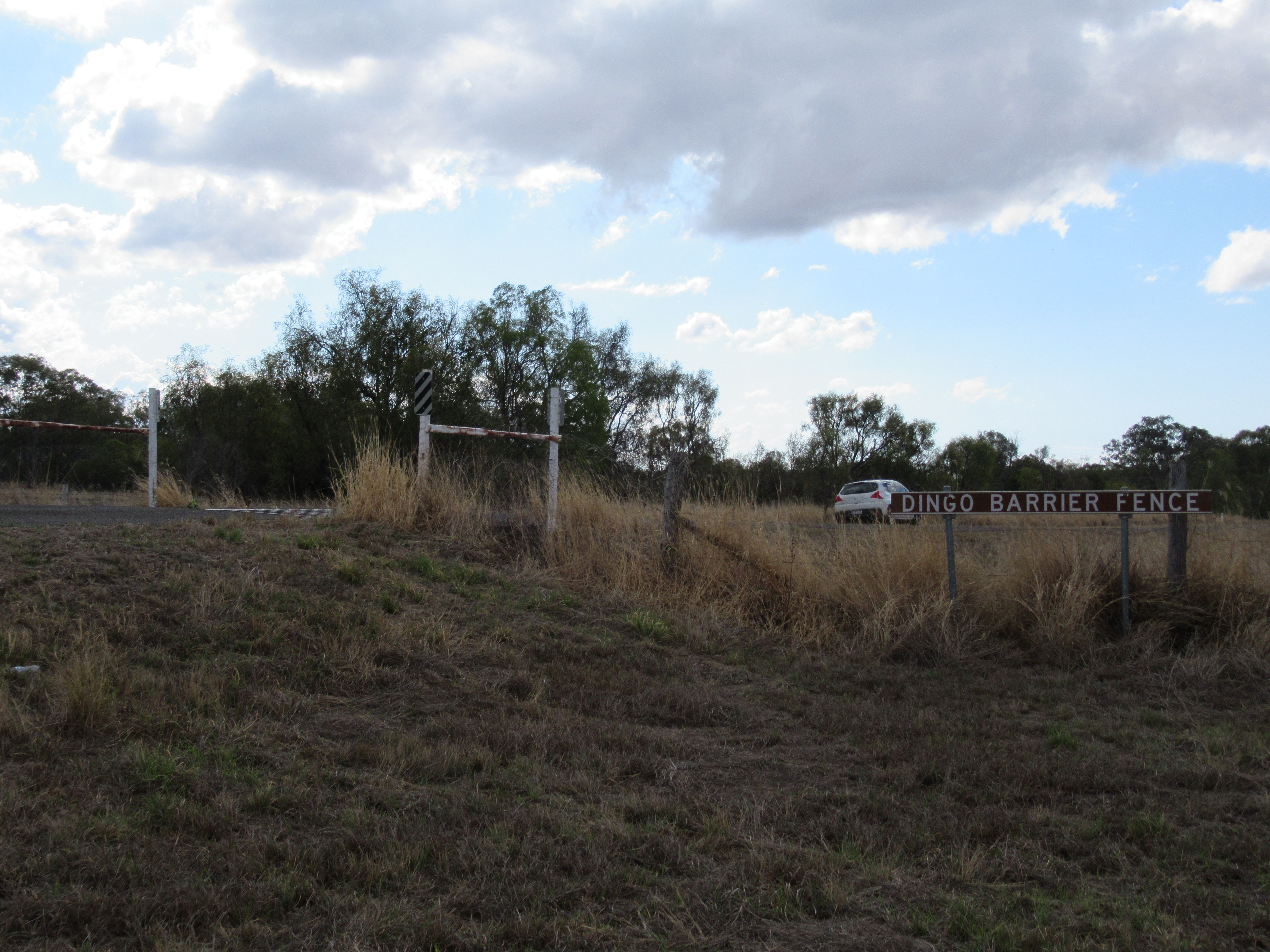
عبور از حصار دینگو بریر، نزدیک بل، کوئینزلند. ۲۰۱۸
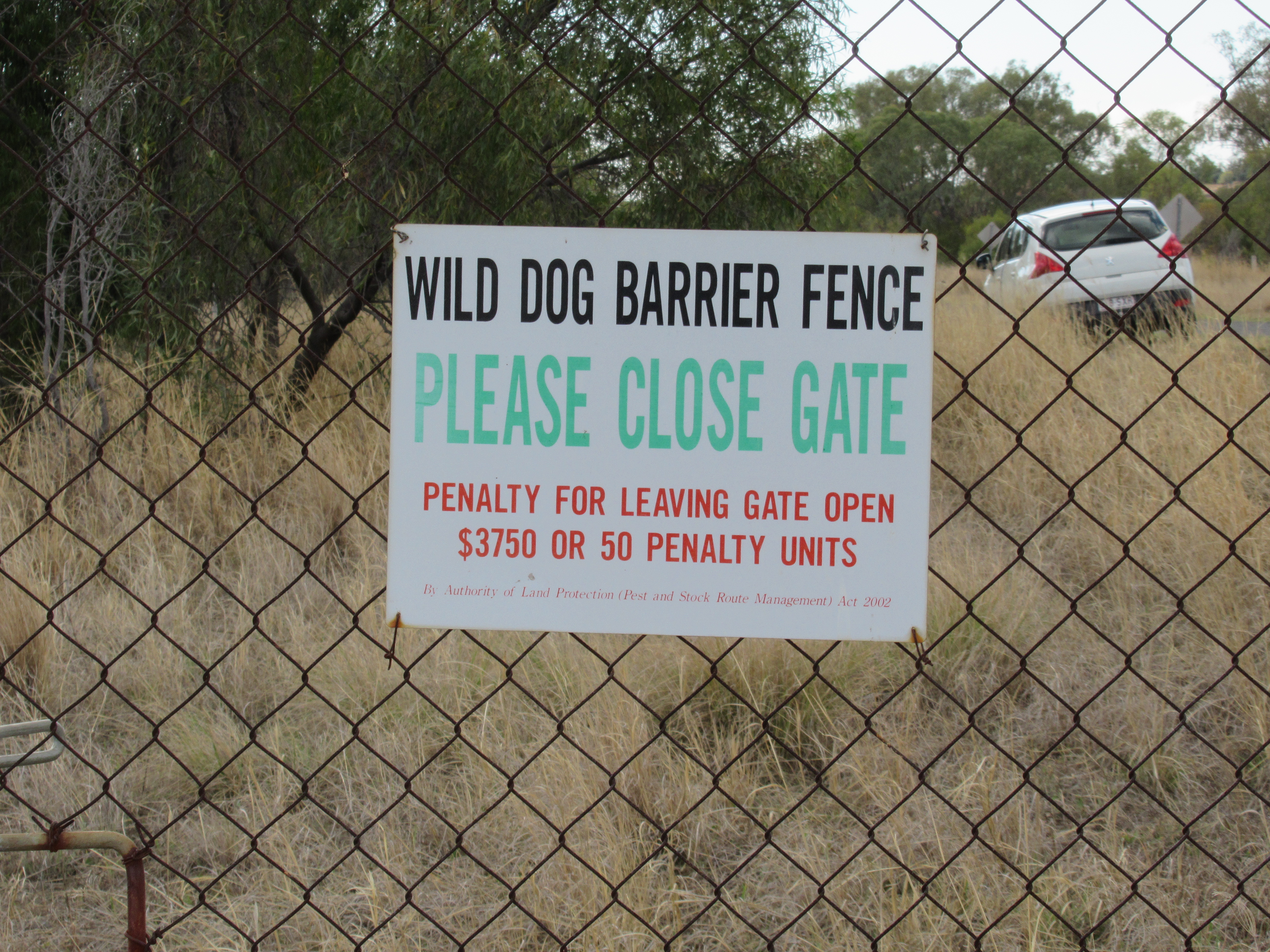
تابلوی حصار دینگو، نزدیک بل، کوئینزلند، استرالیا. تابلوی روی دروازه برای دامداری مجاور شبکه گاوداری. ۲۰۱۸
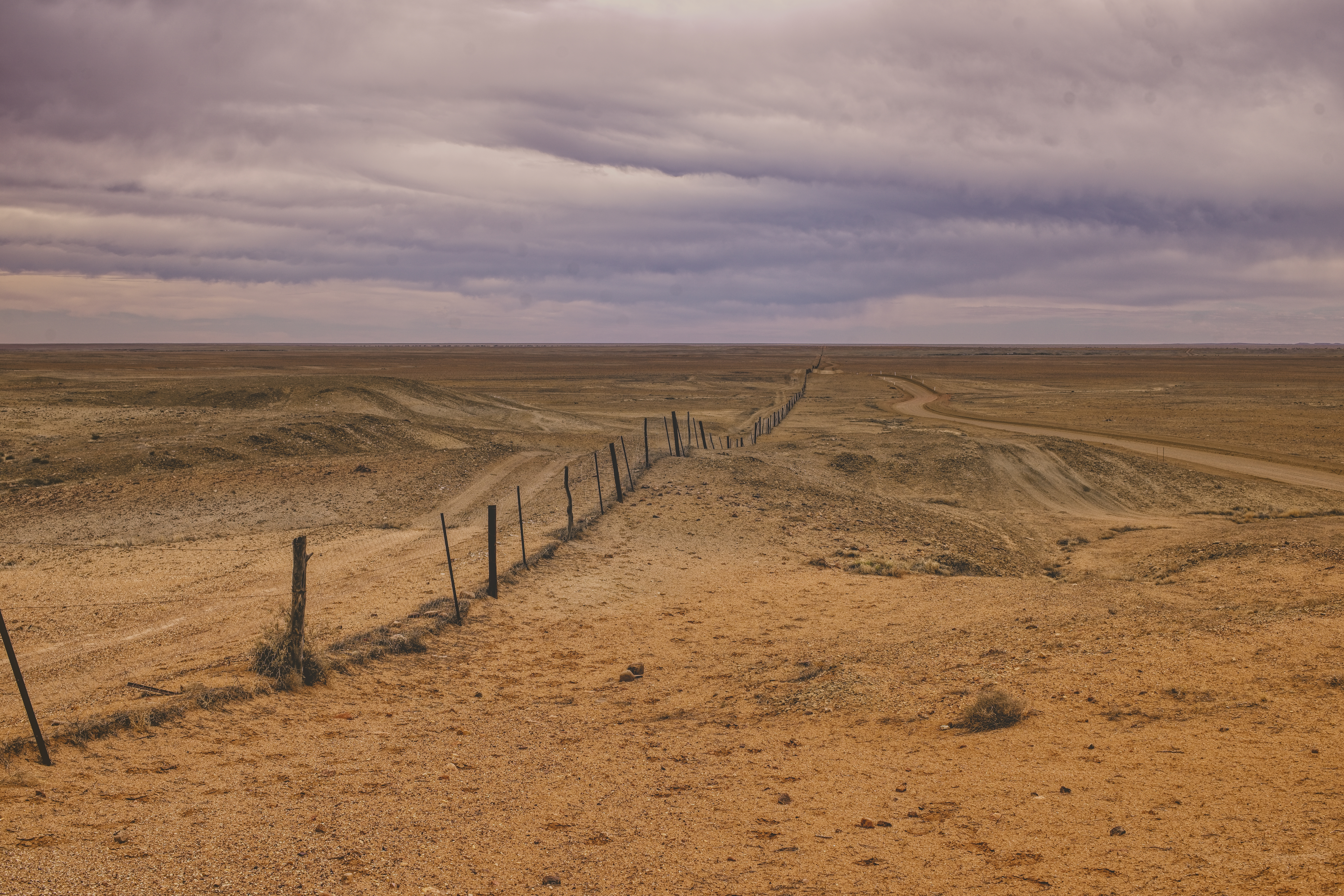
حصار نزدیک کوبر پدی، استرالیای جنوبی
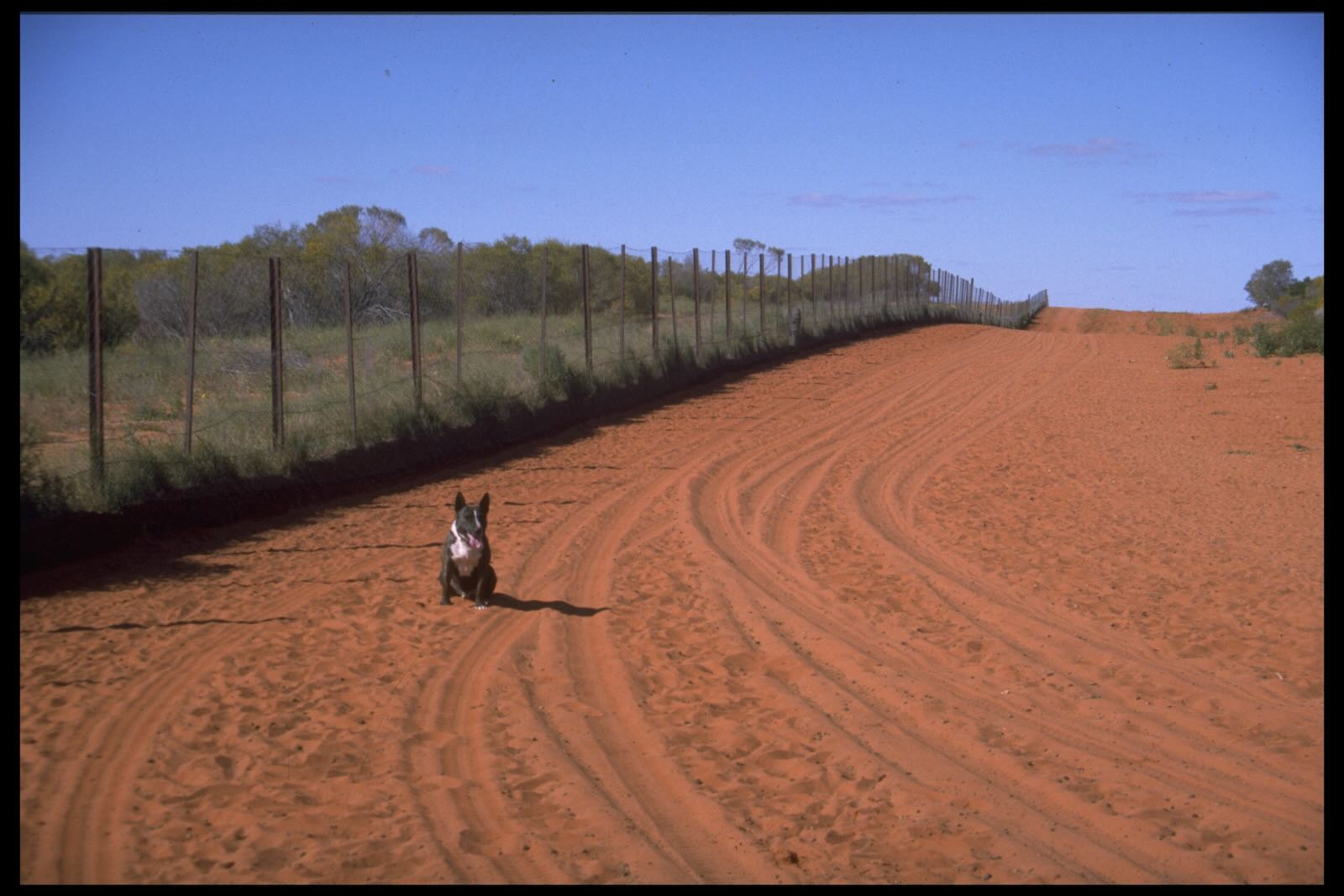
هینگفورد، کوئینزلند

## برای مطالعهٔ بیشتر
- Dickman, Chris; Ritchie, Euan; Newsome, Thomas (6 March 2023). "Let's move the world's longest fence to settle the dingo debate". The Conversation.
- Ginis, Elizabeth (5 May 2022). "The dog fence: What future for this iconic but contentious barrier?". Australian Geographic.
- MacDonald, James (12 February 2018). "The unexpected result of Australia's Dingo Fence". JSTOR Daily.
- "Wild Dog Barrier Fence: Landmarks and buildings". Outback Queensland. 8 March 2023.